# Сестероль
Сестеро́ль (фр. Cestayrols, окс. Sestairòls) — коммуна во Франции, находится в регионе Юг — Пиренеи. Департамент — Тарн. Входит в состав кантона Дё-Рив. Округ коммуны — Альби.
Код INSEE коммуны — 81067.

## География
Коммуна расположена приблизительно в 550 км к югу от Парижа, в 65 км северо-восточнее Тулузы, в 15 км к северо-западу от Альби.
Около половины территории коммуны занимают виноградники.

## Климат
Климат умеренно-океанический. Зима мягкая и дождливая, лето жаркое с частыми грозами. Ветры довольно редки.

## Население
Население коммуны на 2010 год составляло 478 человек.
| 1962 | 1968 | 1975 | 1982 | 1990 | 1999 | 2010 |
| ---- | ---- | ---- | ---- | ---- | ---- | ---- |
| 551  | 510  | 442  | 421  | 414  | 453  | 478  |

## Экономика
В 2007 году среди 284 человек в трудоспособном возрасте (15—64 лет) 203 были экономически активными, 81 — неактивными (показатель активности — 71,5 %, в 1999 году было 66,5 %). Из 203 активных работали 188 человек (98 мужчин и 90 женщин), безработных было 15 (6 мужчин и 9 женщин). Среди 81 неактивных 19 человек были учениками или студентами, 39 — пенсионерами, 23 были неактивными по другим причинам.

## Достопримечательности
- Церковь Нотр-Дам в деревне Руману (XI—XII века). Исторический памятник с 1988 года.[4]
- Церковь Сент-Аман в деревне Линкарг (XV век). Исторический памятник с 1927 года.[5]
- Церковь Св. Михаила в деревне Сестероль. Исторический памятник с 1927 года.[6]

## Фотогалерея

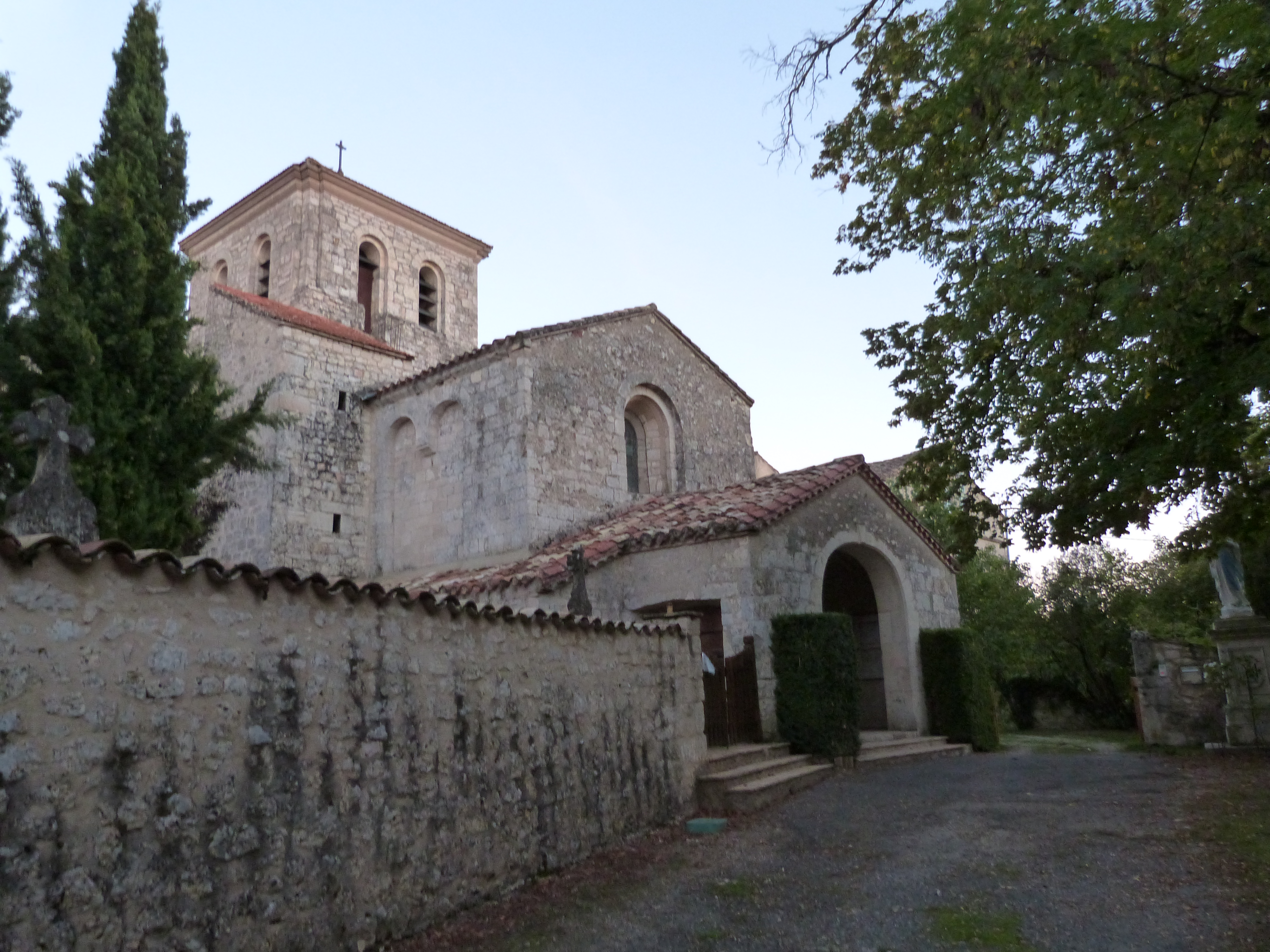
Церковь Нотр-Дам
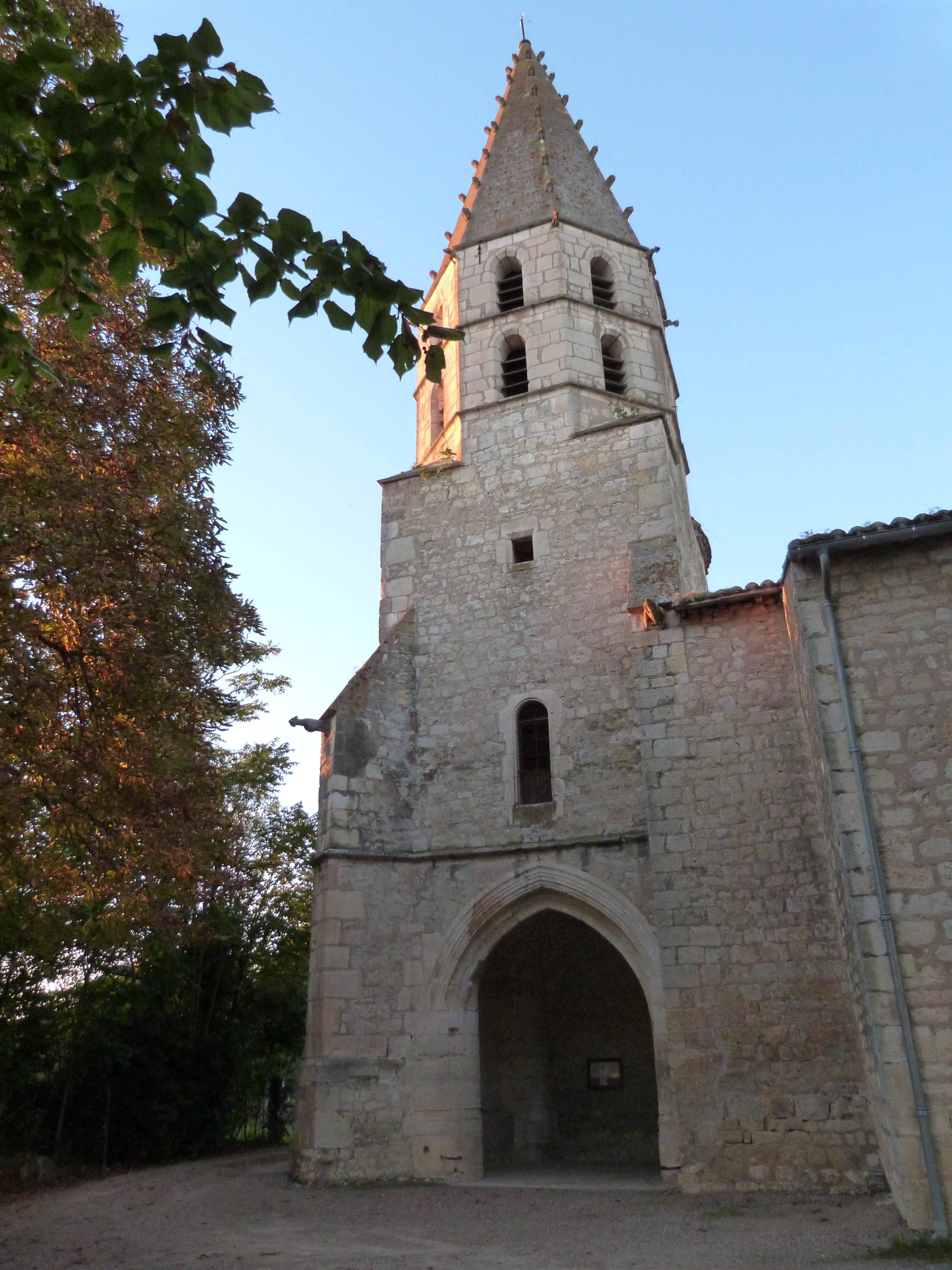
Церковь Сент-Аман
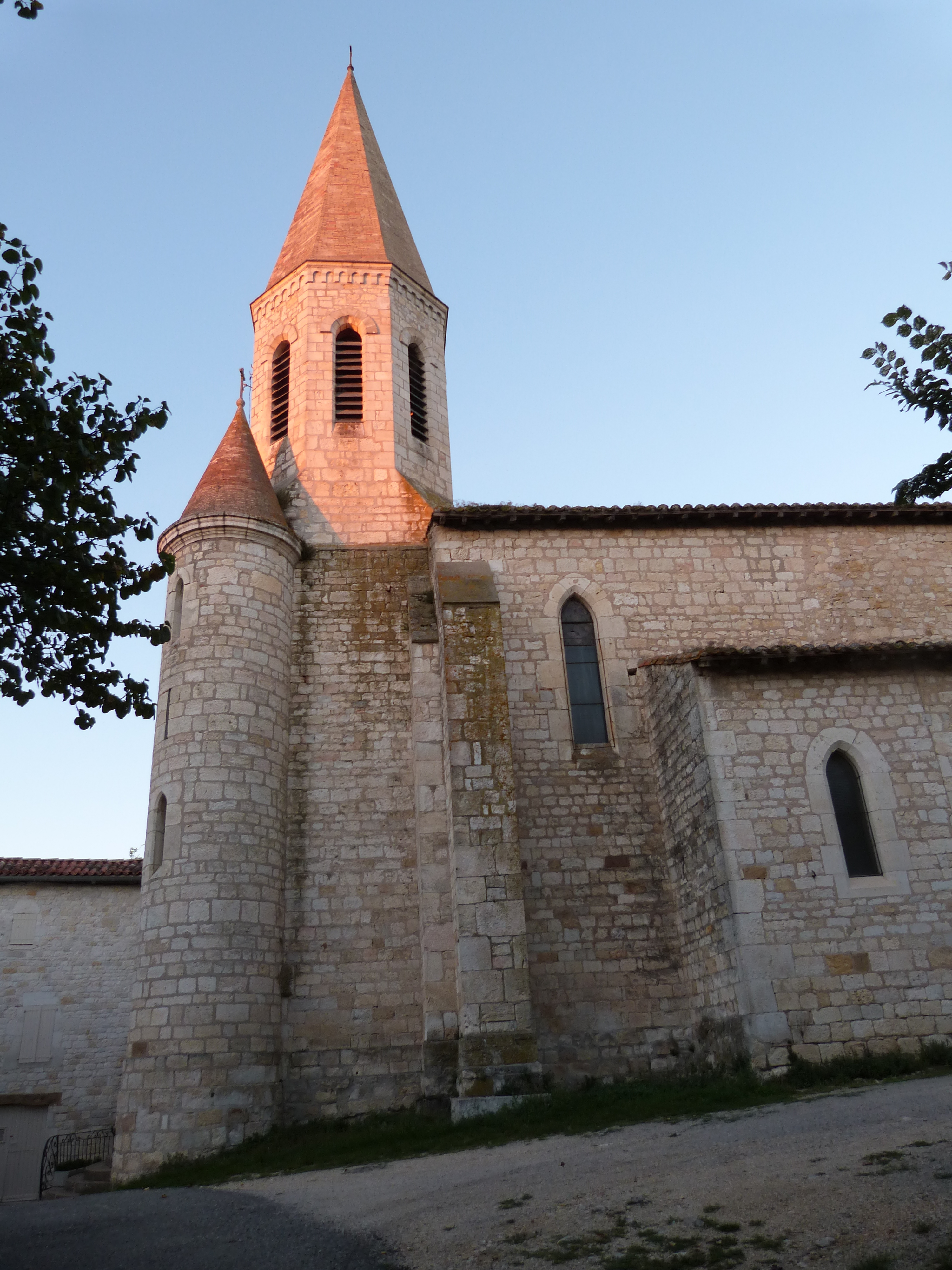
Церковь Св. Михаила
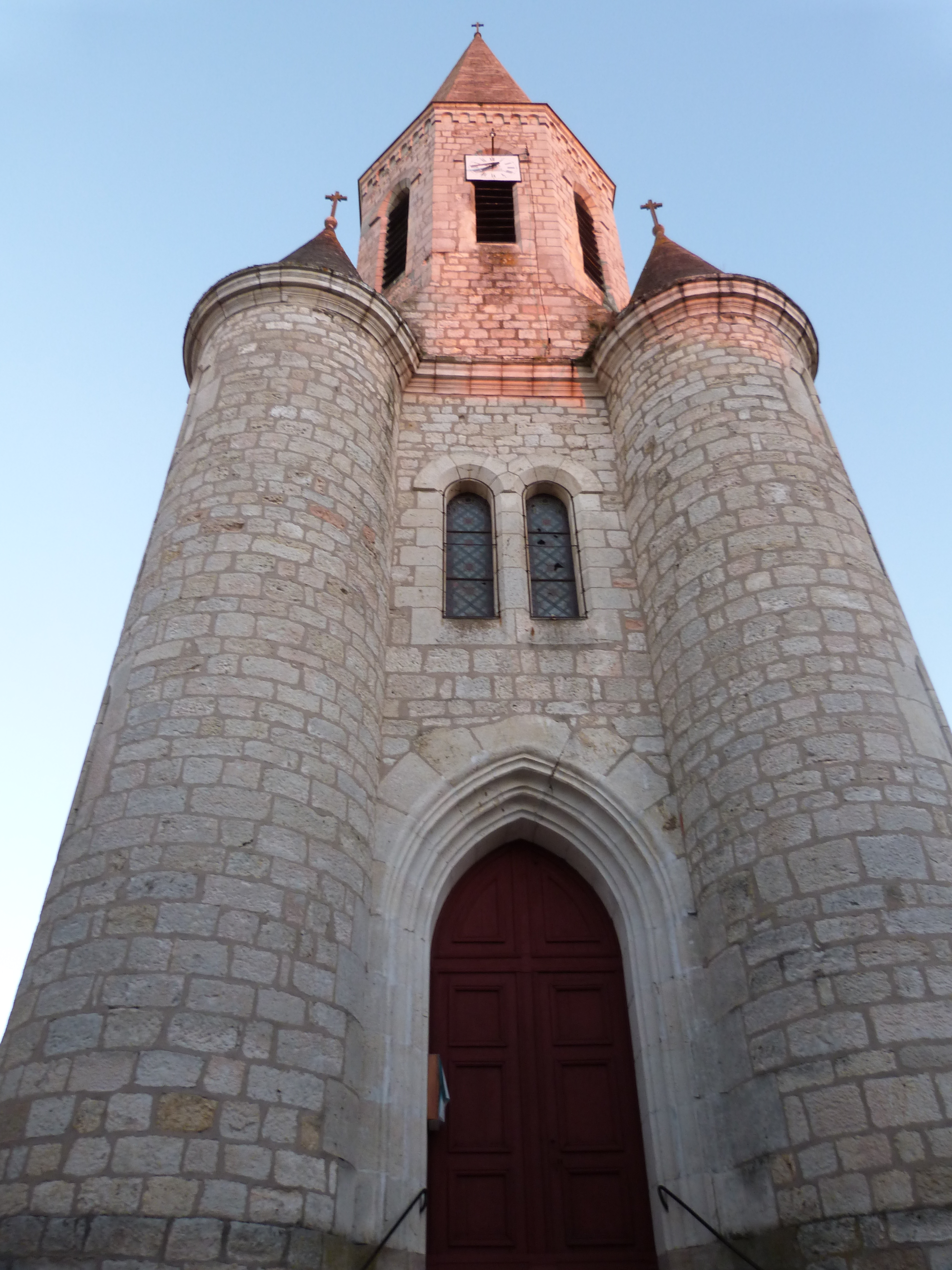
Церковь Св. Михаила
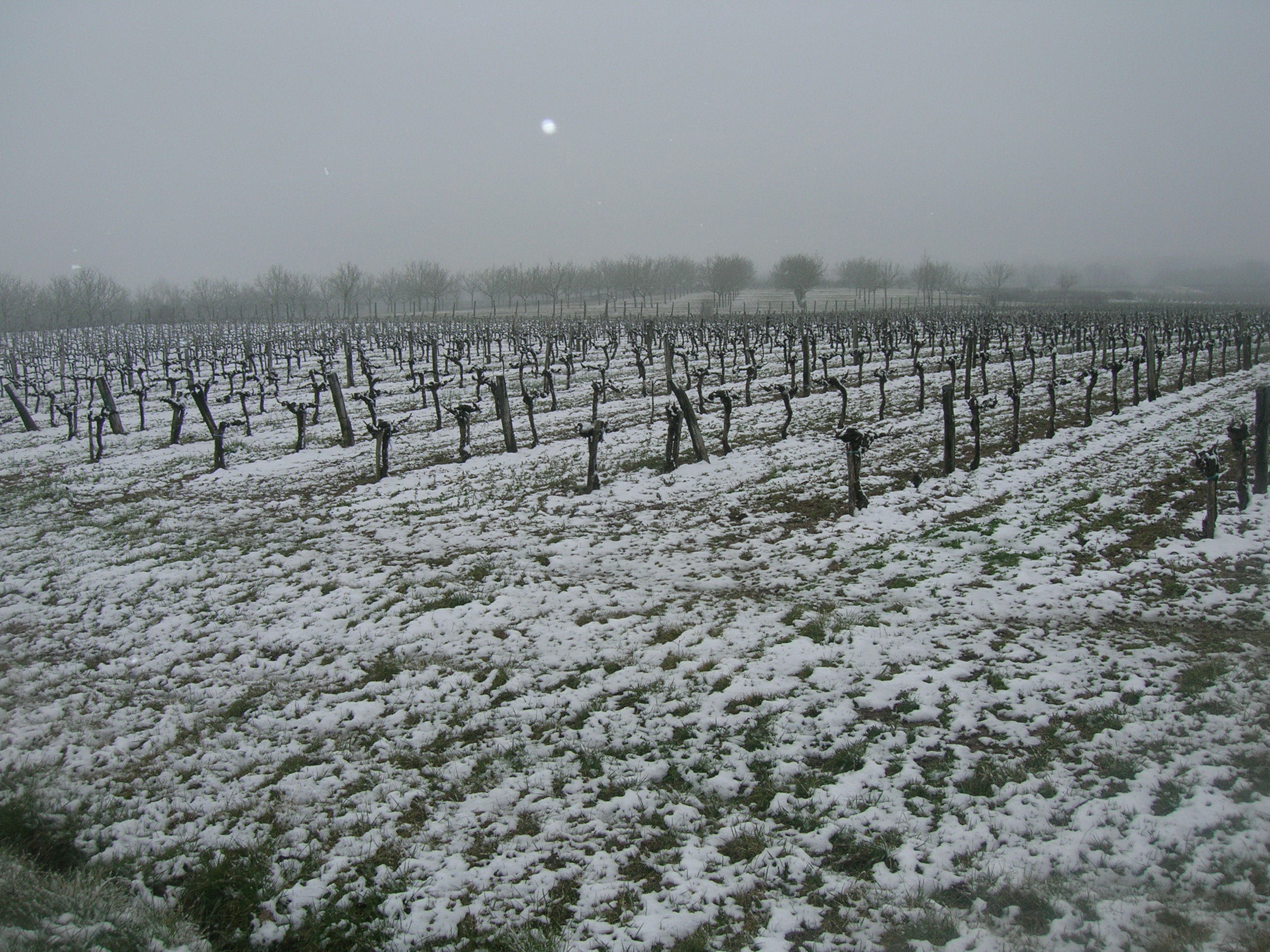
Виноградник